# Plutos (komedie)
Plutos er en græsk komedie af Aristofanes første gang opsat ca. 388 f.Kr.. Skuespillet er en politisk satire over tidens Athen og handler om den personificerede gud for velstand, Plutos. For at gøre sig lystig over tidens moral tegnede Aristofanes faste personer som den dumme herre og den ulydige slave, 